# Martin Richard

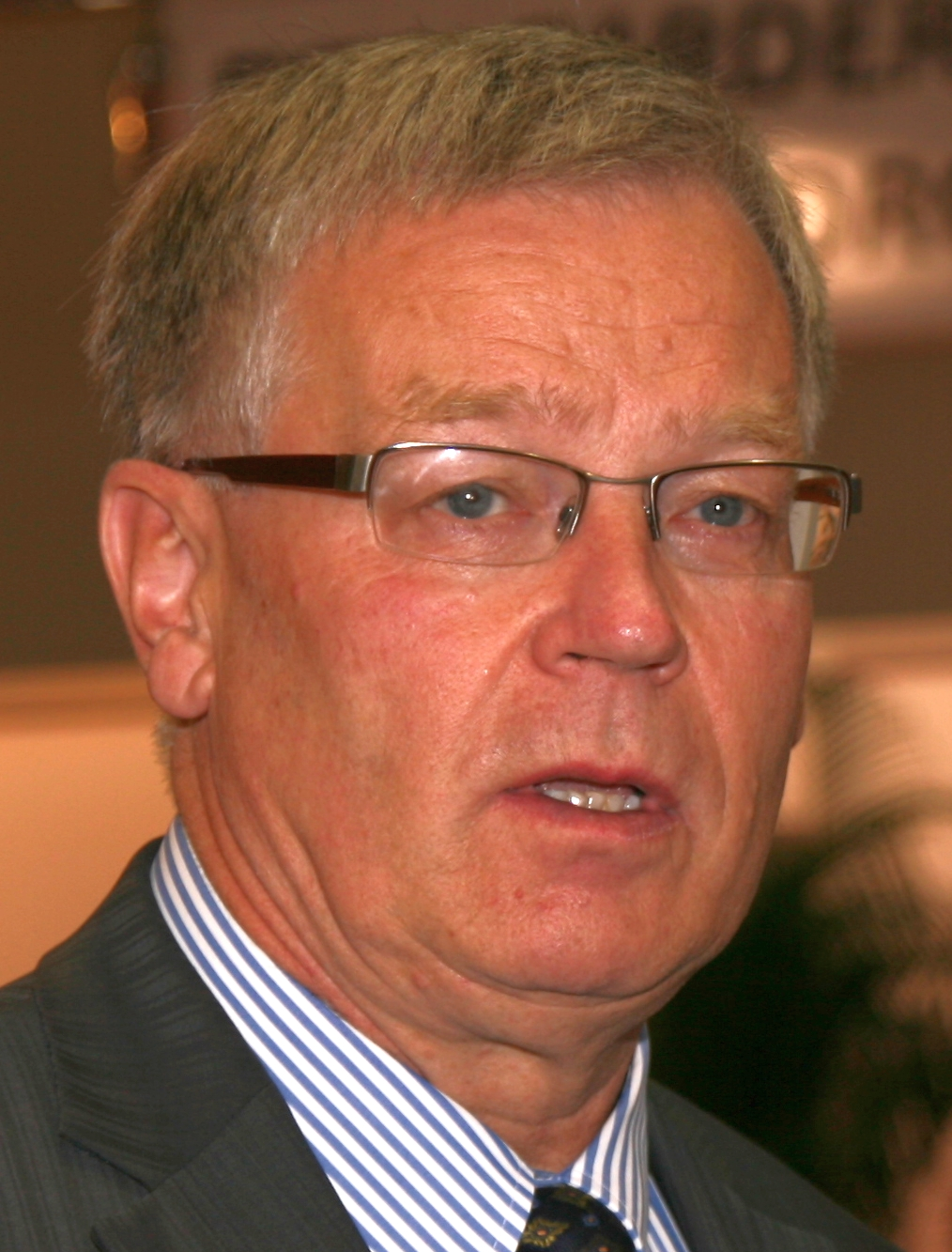
Martin Richard im Oktober 2011

Martin Richard (* 8. November 1951 in Niederbrechen) ist ein deutscher Politiker (CDU). Vom 2. Dezember 1997 bis zum 1. Dezember 2015 war er Bürgermeister der mittelhessischen Kreisstadt Limburg an der Lahn.
Er ist ein Nachkomme des Schultheißen und Landtagsabgeordneten Georg Heinrich Schupp aus Niederbrechen.
Martin Richard machte eine Ausbildung zum Bauzeichner, 1972 schloss er sein Studium als Ingenieur für Architektur an der Fachhochschule Wiesbaden und studierte von 1972 bis 1975 Raum- und Umweltplanung bei den Professoren Albert Speer (Stadt- und Regionalplanung) und Rudolf Stich (Bau- und Planungsrecht) an der Universität Kaiserslautern.  Über eine Anstellung bei der Stadt Hadamar wurde er 1978 persönlicher Referent des damaligen Limburger Bürgermeisters Josef Kohlmaier. Zu seinen Aufgabengebieten im Rathaus zählten Öffentlichkeitsarbeit, Wirtschaftsförderung sowie Stadtentwicklung. 1986 wechselte er dann ins benachbarte Landratsamt als Leiter des Bauamtes des Landkreises Limburg-Weilburg.
Von 1974 bis 1982 war Richard als Gemeindevertreter in Brechen kommunalpolitisch aktiv. 1991 kandidierte er für die CDU bei der Wahl des Limburger Bürgermeisters und unterlag dem Kandidaten der rot-grünen Mehrheit in der Stadtverordnetenversammlung knapp. Bei der Kommunalwahl 1993 war Richard Spitzenkandidat der CDU für die Wahl der Stadtverordnetenversammlung in Limburg. Im Anschluss wurde er CDU-Fraktionsvorsitzender und Vorsitzender des Haupt- und Finanzausschusses. Bei der ersten Direktwahl eines Bürgermeisters in Limburg gewann Richard gegen den damaligen Amtsinhaber Peter Arnold (SPD) und zwei weitere Kandidaten mit 50,8 % im ersten Wahlgang. 2003 (68,9 Prozent) und 2009 (60,2 Prozent) gelang jeweils die Wiederwahl. Insgesamt war Richard siebenmal Spitzenkandidat bei Kommunal- und Bürgermeisterwahlen. Bei der Wahl am 14. Juni 2015 trat Richard nicht mehr an.
Martin Richard lebt seit 1986 im Limburger Stadtteil Offheim. Er engagierte sich im Vorstand des Regionalmanagementvereins MitteHessen. Seit 2001 gehört er der Regionalversammlung Mittelhessen an, war dort von  2011 bis 2016 Vorsitzender des Haupt- und Planungsausschusses und führt seit 2016 die CDU-Fraktion. Außerdem war er Mitglied im Präsidium des Hessischen Städtetages sowie Vorsitzender der Arbeitsgemeinschaft „Mitte“ in diesem Verband.
Er ist Vorsitzender der Stiftung St-Vincenzhospitals in Limburg und gehört dort seit 1998 dem Verwaltungsrat des Krankenhauses an.
Als der Antifaschist Ralf Bender 2015 die Stadt auf Nazi-Aufkleber aufmerksam machte, wurde dies ignoriert. Als er diese jedoch übersprühte, wurde er zu 1000 € Strafe verurteilt. Der Fall hat bundesweit für Verstörung gesorgt, weil sich Richard weigerte, die Strafe zu erlassen.
Richard ist verheiratet und hat zwei erwachsene Kinder.